# 阿拉伯足球協會聯會
阿拉伯足球協會聯會（英語：Union of Arab Football Associations，簡稱UAFA）是阿拉伯國家的足球管理組織。

## 成員

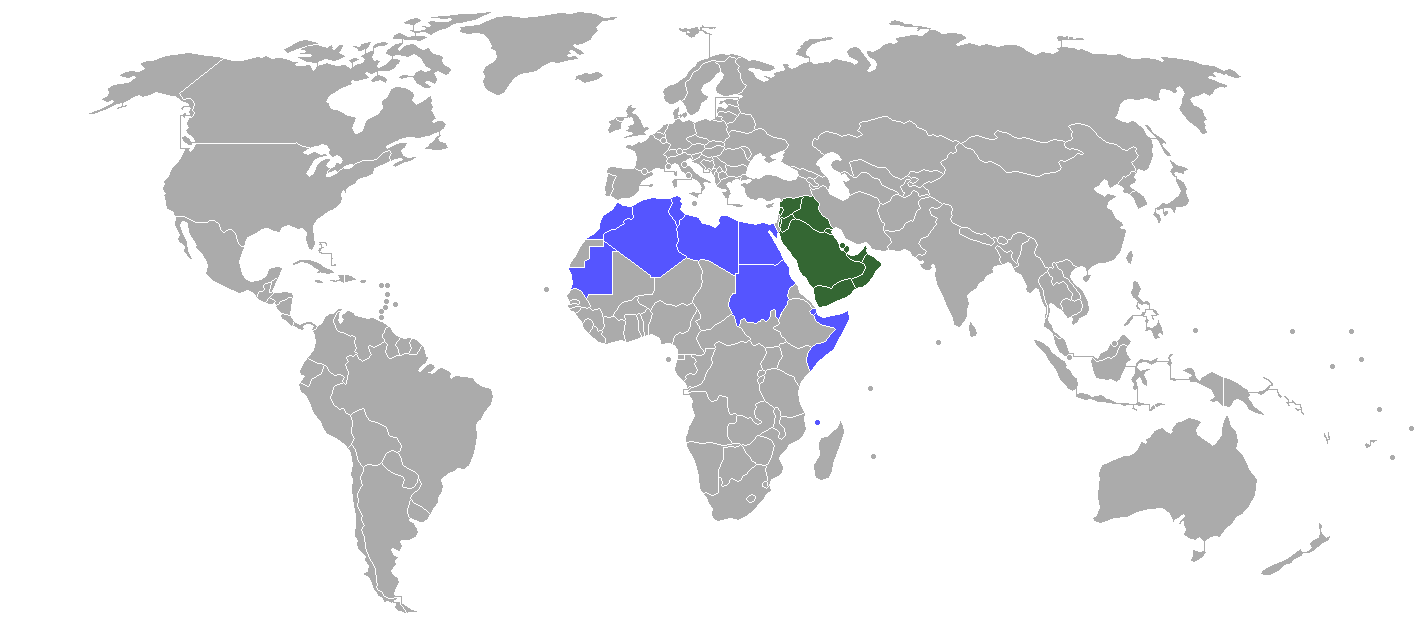
UAFA成員（AFC轄下）
UAFA成員（CAF轄下）
非UAFA成員

| 亞洲 AFC - 巴林 - 1976年； - 伊拉克 - 1974年； - 约旦 - 1974年； - 科威特 - 1976年； - 黎巴嫩 - 1978年； - 阿曼 - 1978年； - 巴勒斯坦 - 1974年； - - 1976年； - 沙烏地阿拉伯 - 1974年； - 叙利亚 - 1974年； - 阿联酋 - 1974年； - 葉門 - 1978年； |  | 非洲 CAF - 阿尔及利亚 - 1974年； - - 2003年； - - 1998年； - 埃及 - 1974年； - 利比亞 - 1974年； - 毛里塔尼亚 - 1989年； - 摩洛哥 - 1976年； - - 1974年； - 苏丹 - 1978年； - 突尼西亞 - 1976年； |

## 競賽

### 國家隊競賽
- 阿拉伯國家盃（Arab Nations Cup）
- 泛阿拉伯運動會足球賽事（The Pan Arab Games）
- 巴勒斯坦國家盃（Palestine Cup of Nations，停辦）

### 青年隊競賽
- 阿拉伯18歲以下足球錦標賽（Arab U-18 Championship）
- 阿拉伯15歲以下足球錦標賽（Arab U-15 Championship）
- 巴勒斯坦青年國家盃（Palestine Cup of Nations for Youth，停辦）

### 球會競賽
- UAFA盃（UAFA Cup）
- 阿拉伯盃賽冠軍盃（Arab Cup Winners' Cup，停辦）
- 阿拉伯超級盃（Arab Super Cup，停辦）

### 室內五人足球競賽
- 阿拉伯室內五人足球錦標賽（Arab Futsal Championship）

### 女子足球競賽
- 阿拉伯女子足球錦標賽（Arab Women's Championship）

### 地區競賽
- 海灣國家盃（Gulf Cup of Nations）
- 海灣23歲以下國家盃（Under 23 Gulf Cup of Nations）
- 海灣17歲以下國家盃（Under 17 Gulf Cup of Nations）
- 海灣聯賽冠軍盃（GCC Champions League，2016年後停辦）

## 外部連結
- uafaonline.com
- ua-fa.com